# Sociedad Deportiva Torina
La Sociedad Deportiva Torina es un equipo de fútbol español localizado en Bárcena de Pie de Concha, en la comunidad autónoma de Cantabria. Actualmente juega en la Tercera Federación, en el grupo III. Disputa los partidos como local en el campo municipal de "El Alpedre" con una capacidad estimada de 3000 espectadores.

## Historia
La S. D. Torina fue fundada en 1960. La mayor parte de su historia ha discurrido por las categorías regionales. Hasta 1992 no logró disputar una liga de carácter nacional. Ha militado cinco campañas en Tercera División y tres en la Tercera Federación. Su mejor clasificación histórica, fue el noveno puesto logrado en la temporada 2018-19 en 3.ª División.
Se ha clasificado en dos ocasiones para la promoción de ascenso a Segunda Federación, en su fase autonómica. Fue en las temporadas 2021-22, siendo eliminado en la primera eliminatoria a partido único y en terreno neutral por el Club de Fútbol Vimenor. En la segunda ocasión llegó a la final de la 2023-24, pero no pasó a la fase nacional, tras caer a doble partido contra el Club Deportivo Laredo.

## Estadio
Juega sus encuentros como local en el campo municipal de El Alpedre, ubicado en Bárcena de Pie de Concha. Es de hierba natural y tiene unas dimensiones de 104 x 62 m. Se estima que cuenta con capacidad para 3000 espectadores, dispone de una pequeña grada cubierta en un lateral del terreno de juego. La iluminación instalada en el estadio, permite los entrenamientos nocturnos.

## Uniforme
- Uniforme titular: camiseta a rayas verticales rojas y blancas con detalles negros en las bocamangas, pantalones y medias negras.
- Uniforme alternativo: camiseta amarilla con detalles negros, pantalón y medias amarillas.

## Trayectoria en competiciones nacionales
- Temporadas en Primera División: 0
- Temporadas en Segunda División: 0
- Temporadas en Primera Federación: 0
- Temporadas en Segunda Federación: 0
- Temporadas en Tercera: 8
- Participaciones en Copa del Rey: 0

## Trayectoria
| Temporada | Nivel | Categoría              | Posición      | Copa del Rey |
| --------- | ----- | ---------------------- | ------------- | ------------ |
| 1968-69   | 5     | 2.ª Regional           | —             |              |
| 1969-70   | 5     | 2.ª Regional           | 2.º           |              |
| 1970-71   | 5     | 2.ª Regional           | 9.º           |              |
| 1971-72   | 5     | 2.ª Regional           | 3.º           |              |
| 1972-73   | 4     | 1.ª Categoría Regional | 16.°          |              |
| 1973-74   | 5     | 2.ª Regional           | —             |              |
| 1974-75   | 5     | 2.ª Regional           | 2.º           |              |
| 1975-76   | 5     | 1.ª Regional           | 6.º           |              |
| 1976-77   | 5     | 1.ª Regional           | 13.º          |              |
| 1977-78   | 6     | 1.ª Regional           | 8.º           |              |
| 1978-79   | 6     | 1.ª Regional           | 4.º           |              |
| 1979-80   | 5     | Regional Preferente    | 15.º          |              |
| 1980-81   | 5     | Regional Preferente    | 13.º          |              |
| 1981-82   | 5     | Regional Preferente    | 20.º          |              |
| 1982-83   | 6     | 1.ª Regional           | 13.º          |              |
| 1983-84   | 6     | 1.ª Regional           | 10.º          |              |
| 1984-85   | 6     | 1.ª Regional           | 14.º          |              |
| 1985-86   | 6     | 1.ª Regional           | 8.º (Grupo 1) |              |
| 1986-87   | 6     | 1.ª Regional           | 1.º           |              |
| 1987-88   | 5     | Regional Preferente    | 7.º           |              |
| 1988-89   | 5     | Regional Preferente    | 19.º          |              |
| 1989-90   | 6     | 1.ª Regional           | 4.º           |              |
| 1990-91   | 6     | 1.ª Regional           | 3.º           |              |
| 1991-92   | 5     | Regional Preferente    | 1.º           |              |
| 1992-93   | 4     | 3.ª División           | 13.º          |              |
| 1993-94   | 4     | 3.ª División           | 19.º          |              |
| 1994-95   | 5     | Regional Preferente    | 16.º          |              |
| 1995-96   | 5     | Regional Preferente    | 18.º          |              |
| 1996-97   | 6     | 1.ª Regional           | 1.º           |              |
| 1997-98   | 5     | Regional Preferente    | 17.º          |              |
| 1998-99   | 6     | 1.ª Regional           | 15.º          |              |
| 1999-2000 | 6     | 1.ª Regional           | 7.º (Grupo B) |              |

| Temporada | Nivel | Categoría           | Posición       | Copa del Rey |
| --------- | ----- | ------------------- | -------------- | ------------ |
| 2000-01   | 6     | 1.ª Regional        | 5.º (Grupo A)  |              |
| 2001-02   | 6     | 1.ª Regional        | 14.º (Grupo B) |              |
| 2002-03   | 6     | 1.ª Regional        | 12.º (Grupo B) |              |
| 2003-04   | 6     | 1.ª Regional        | 14.º (Grupo B) |              |
| 2004-05   | 6     | 1.ª Regional        | 14.º (Grupo A) |              |
| 2005-06   | 7     | 2.ª Regional        | 16.º           |              |
| 2006-07   | 7     | 2.ª Regional        | 10.º           |              |
| 2007-08   | 7     | 2.ª Regional        | 10.º           |              |
| 2008-09   | 6     | 1.ª Regional        | 12.º           |              |
| 2009-10   | 6     | 1.ª Regional        | 5.º            |              |
| 2010-11   | 6     | 1.ª Regional        | 1.º            |              |
| 2011-12   | 5     | Regional Preferente | 9.º            |              |
| 2012-13   | 5     | Regional Preferente | 7.º            |              |
| 2013-14   | 5     | Regional Preferente | 10.º           |              |
| 2014-15   | 5     | Regional Preferente | 17.º           |              |
| 2015-16   | 6     | 1.ª Regional        | 4.º            |              |
| 2016-17   | 5     | Regional Preferente | 7.º            |              |
| 2017-18   | 5     | Regional Preferente | 2.º            |              |
| 2018-19   | 4     | 3.ª División        | 9.º            |              |
| 2019-20   | 4     | 3.ª División        | 12.º           |              |
| 2020-21   | 4     | 3.ª División        | 15.º           |              |
| 2021-22   | 5     | 3.ª División RFEF   | 5.º            |              |
| 2022-23   | 5     | 3.ª Federación      | 6.º            |              |
| 2023-24   | 5     | 3.ª Federación      | 3.º            |              |
| 2024-25   | 5     | 3.ª Federación      |                |              |

## Palmarés

### Torneos autonómicos
- Regional Preferente (1): 1991-92.
- Subcampeón de la Regional Preferente (1): 2017-18.
- Primera Regional (3): 1986-87, 1996-97 y 2010-11.
- Subcampeón de Segunda Regional (2): 1969-70 y 1974-75.